# 巴蒂亞·賓特·哈桑公主
巴蒂亞·賓特·哈桑（1974年3月28日—）是约旦哈桑王子和他來自巴基斯坦的王妃的三女兒。根據家譜，公主是伊斯蘭教先知穆罕默德的後裔之一。

## 生平
巴蒂亞公主出生于安曼。公主在私立学校Amman Baccalaureate School完成小學課程後留學英國並最終在牛津大学的畢業，獲得歷史的學士學位。她之後在倫敦政治經濟學院獲得法学硕士學位。
公主熱心參與有關宗教信仰、文化交流及難民人權的事務。
她的丈夫是英國律師Khaled Edward Blair，兩人在2005年結婚。他們育有一名兒子Ali。